# Gisslandramat på Dubrovkateatern
Gisslandramat på Dubrovkateatern i Moskva ägde rum den 23–26 oktober 2002. Mitt under pågående föreställning den 23 oktober gick 40–50 beväpnade tjetjenska separatister, beväpnade med automatvapen och sprängmedel, in i den fullsatta Dubrovkateatern och tog 850 personer som gisslan.
Gisslantagarna krävde att Ryssland omedelbart skulle dra sig tillbaka från Tjetjenien. Operationen leddes officiellt av den 22-årige tjetjenen Movsar Barajev som dödades samma dag som han fyllde 23 år den 26 oktober när ryska specialstyrkor stormade Dubrovkateatern.
När man den fjärde dagen av belägringen (26 oktober) såg en direkt attack som svår på grund av byggnadens långa korridorer sprutade man 05:00 in bedövningsmedel för att slå ut separatisterna. Attacken fick terroristerna att, försedda med gasmasker, börja skjuta blint ut emot ryska positioner utomhus efter specialstyrkor tog sig in i byggnaden och höll uppe eldstrid t.o.m cirka 06:30 då majoritet av separatisterna var döda efter vilket man började evakuering av gisslan.
Officiellt dog 39 av separatisterna och 129 av gisslan av den giftiga gas (troligen fentanyl) som ryska specialstyrkor sprutade in på teatern för att oskadliggöra separatisterna.

## Efterspel
Myndigheterna fick utstå hård kritik, och anhöriga krävde att Rysslands president Vladimir Putin skulle ta på sig ansvaret, och att ansvariga skulle straffas. Man vände sig till Europadomstolen för mänskliga rättigheter.